# Dvoustá
Dvoustá je 6. epizoda 10. řady sci-fi seriálu Hvězdná brána.

## Děj epizody
Do SGC přichází Martin Lloyd, autor seriálu Červí díra (viz Seriál Červí díra), s nápadem natočit film. Chce však, aby mu SG-1 pomohla napsat scénář. Žádnému z členů se to nezamlouvá, hlavně plukovníku Mitchellovi, protože ten se těší na další misi, která má být jeho dvoustým průchodem skrze horizont událostí.
Dojde však k technickým problémům s hvězdnou bránou a SG-1 je nucena na příkaz generála Landryho s Martinem Lloydem pracovat na filmu, protože Pentagon věří, že úspěšný vědeckofantastický film o cestování červí dírou bude sloužit jako dobrý krycí příběh pro udržení programu Hvězdné brány v utajení.
Členové SG-1 v zasedací místnosti vymýšlejí své vlastní verze úspěšného sci-fi filmu, včetně invaze zombie (od Mitchella), neviditelného plukovníka O'Neilla (od Samanthy Carterové), Čaroděj ze země Oz a Farscape (od Valy Mal Doran), Teal'c jako soukromý detektiv a navrhovaná scéna od Martina Lloyda podobná Star Treku nebo verze originálního filmu, kde všechny postavy jsou loutky. Nicméně všechno je k ničemu, protože studio se nakonec rozhodne film zrušit ve prospěch obnovení seriálu.
Na konci epizody se děj posune deset let do budoucnosti k rozhovoru s herci seriálu Červí díra, kteří slaví svou dvoustou epizodu a radují se, že studio obnovilo plán natočit film.